# Michaił Gerszenzon
Michaił Osipowicz (Mejlich Iosifowicz) Gerszenzon (ros. Михаи́л О́сипович (Мейлих Иосифович) Гершензо́н, ur. 19 czerwca?/1 lipca 1869 w Kiszyniowie, zm. 19 lutego 1925 w Moskwie) – rosyjski historyk literatury i myśli społecznej.

## Życiorys
Urodził się w rodzinie żydowskiej. Ukończył cheder i gimnazjum, następnie dwa lata przebywał w Niemczech, 1889-1894 studiował na Wydziale Filologicznym Uniwersytetu Moskiewskiego. Wraz z Nikołajem Bierdiajewem, Siergiejem Bułgakowem, Siemionem Frankiem i Piotrem Struwem był autorem zbioru Wiechi, nie akceptującego rewolucji. W swoich badaniach skupiał się na związkach między religią, filozofią i literaturą i na poszukiwaniu psychologicznej prawdy o pisarzu. Jego główne prace to Czaadajew. Żyźń i myszlenije (1908), Mudrost' Puszkina (1919), Mieczta i mysl I.S. Turgieniewa (1919). Wydał również sześciotomowy zbiór Russkije propilei (1915–1919).